# スジーワ・カマラスリヤ
スジーワ・プリヤンタ・カマラスリヤ（Sujeewa Priyantha Kamalasuriya、1965年5月9日 ‐ 2004年12月26日）は、スリランカのコロンボ出身のクリケット選手。タミル・ユニオン・クリケット・アンド・アスレチック・クラブでプレーしていた。
アラヴィンダ・デ・シルヴァ (Aravinda de Silva) によりクリケットスリランカ代表のU-19のメンバーに選ばれたこともあり、1983/84年のシーズンはオーストラリアへの遠征へと同行し、2試合に出場している。彼はオフスピナーとして試合に出場し、オーストラリアのチームの下位打線から3ウィケッツを奪った。その選手にはマーク・テイラーやマーク・ウォーなども含まれている。
スリランカのクラブでのプレーを引退したのちは、オーストラリアのアデレードへと移り、そこでマーケティングを学び、後に清掃会社を創業した。
2004年のクリスマスには休みを利用して、彼のビジネスパートナーと共にスリランカへと帰省していた。2004年12月26日、スリランカの南岸に位置するビーチリゾート、ウナワトゥナ (Unawatuna) でシュノーケリングを楽しんでいたところスマトラ島沖地震による津波に襲われ死亡した 。